# Andreas Pietschmann
Andreas Pietschmann (Würzburg, 22 marzo 1969) è un attore tedesco.

## Biografia
La sua carriera è iniziata nel 1996: ha preso parte soprattutto a produzioni tv. Al cinema è noto per aver recitato nel film Belle & Sebastien.
Vive a Berlino con la cantante e attrice Jasmin Tabatabai da cui ha avuto due figli.

## Filmografia
- Peccato che sia maschio (Echte Kerle) (1996)
- Schimanski sul luogo del delitto (Schimanski), nell'episodio "Rattennest" (1998)
- Sonnenallee (1999)
- Anke, nell'episodio "Anke, hilf mir, ich finde mich häßlich!" (2000)
- John Gabriel Borkman (2000) Film TV
- Thrill - Spiel um dein Leben (2000) Film TV
- Höllische Nachbarn - Chaos im Hotel (2000) Film TV
- SK Kölsch, nell'episodio "Tod eines Tänzers" (2001)
- Der Tanz mit dem Teufel - Die Entführung des Richard Oetker (2001) Film TV
- Grani di pepe (Die Pfefferkörner), nell'episodio "Der Chip" (2003)
- Traumprinz in Farbe (2003) Film TV
- Am Ende des Tages (2004) Cortometraggio
- Edel & Starck (Edel & Starck), nell'episodio "Die Narren sind los" (2004)
- Apollonia (2005) Film TV
- Adelheid und ihre Mörder, nell'episodio "Heiße Ware" (2005)
- FC Venus (2006)
- Die Verlorenen (2006) Film TV
- Freundinnen fürs Leben (2006) Film TV
- Fremder Bruder (2006)
- Rosa Roth (Rosa Roth), nell'episodio "Der Tag wird kommen, Teil 1" (2007)
- Vermisst - Liebe kann tödlich sein (2007) Film TV
- 4 gegen Z (2005-2007) Serie TV
- Special Unit (2007-2008) Serie TV
- Die Patin - Kein Weg zurück (2008) Miniserie TV
- Saggi consigli (Vorzimmer zur Hölle) (2009) Film TV
- Altiplano (2009)
- Böseckendorf - Die Nacht, in der ein Dorf verschwand (2009) Film TV
- Ein starkes Team, nell'episodio "Das große Fressen" (2009)
- 14º Distretto (Großstadtrevier), nell'episodio "Liebe macht blind" (2010)
- Auf Doktor komm raus (2010) Film TV
- Donna Leon, nell'episodio "Lasset die Kinder zu mir kommen" (2010)
- Löwenzahn, nell'episodio "Skelett - Knochenbruch beim Pokalspiel" (2010)
- Tatort, negli episodi "Fettkiller (2007) e "Der schöne Schein" (2011)
- Hindenburg: L'ultimo volo (Hindenburg: The Last Flight) (2011) Miniserie TV
- Saggi consigli - Il ritorno (Vorzimmer zur Hölle - Streng geheim!) (2011) Film TV
- Wilsberg, nell'episodio "Frischfleisch" (2011)
- Last Cop - L'ultimo sbirro (Der letzte Bulle), nell'episodio "La nuda verità" (2011)
- Männer ticken, Frauen anders (2011) Film TV
- Un caso per due (Ein Fall für zwei), nell'episodio "Koala nella neve" (2011)
- Die Braut im Schnee (2012) Film TV
- Maria di Nazaret (2012) Film TV
- Ultima traccia Berlino (Die letzte Spur), negli episodi "Erlebensfall" (2012) e "Entzugserscheinung" (2012)
- Il commissario Schumann (Der Kriminalist), nell'episodio "Ohnmacht" (2012)
- Zu schön um wahr zu sein (2012) Film TV
- Saggi consigli - Boss all'improvviso (Vorzimmer zur Hölle III - Plötzlich Boss) (2013) Film TV
- Utta Danella, nell'episodio "Sturm am Ehehimmel" (2013)
- Belle & Sebastien (Belle et Sébastien) (2013)
- Nord Nord Mord - Clüver und die fremde Frau (2013) Film TV
- Ohne Dich (2014) Film TV
- Die geliebten Schwestern (2014)

### Televisione
- Gsg9 Squadra d'assalto (2007) - 2 stagioni
- Hindenburg - L'ultimo volo (Hindenburg), regia di Philipp Kadelbach – film TV (2011)
- Die Hebamme (2014) Film TV
- Polizeiruf 110, negli episodi "Zwei Brüder" (2011), "Eine andere Welt" (2012), "Vor aller Augen" (2013), "Käfer und Prinzessin" (2014) e "Hexenjagd" (2014)
- Männer! Alles auf Anfang (2015) Serie TV
- X Company, nell'episodio "Kiss of Death" (2015)
- The Team (2015) Serie TV
- Soko 5113 (SOKO München), negli episodi "Ein perfekter Plan" (2013) e "Restart" (2016)
- Der Staatsanwalt, nell'episodio "Mord nach Mitternacht" (2016)
- Squadra Speciale Colonia (SOKO Köln), nell'episodio "Nach so vielen Jahren" (2016)
- Die Truckerin (2016) Film TV
- Dresden Mord - Nachtgestalten (2016) Film TV
- Familie! (2016) Miniserie TV
- Il commissario Lanz (Die Chefin), nell'episodio "Verräter" (2016)
- Ostfrieslandkrimis - serie TV (2017-...)
- Dark (2017-2020) serie TV
- Kitz - serie TV, 4 episodi (2021)
- 1899 - serie TV, 8 episodi (2022)
- Belcanto, regia di Carmine Elia – serie TV (2025)

## Doppiatori italiani
- Simone D'Andrea in Maria di Nazaret, 1899
- Francesco Pezzulli in Special Unit
- Stefano Benassi in Belle & Sebastien
- Christian Iansante in Dark